# Jörg Burger
Jörg Burger (* 1962) ist ein deutscher Musiker und Produzent von elektronischer Musik und Techno aus Köln. Er verwendet unter anderem die Künstlernamen Burger Industries, The Bionaut, The Modernist und Triola.

## Leben
Zusammen mit Wolfgang Voigt (Mike Ink) gilt Burger als einer der ersten Vertreter des Minimal Techno in Deutschland und Mitbegründer des sogenannten „Sound of Cologne“. Nach einigen Jahren als Songwriter, Bassist und Gitarrist in Gitarrenpopbands, wobei er 1985 eine Top 40 Chartplatzierung seiner Band Les Immer Essen mit dem Titel Hand-Take erreichte, begann Burger sich Ende der 1980er Jahre mit elektronischer Musik zu befassen. Seine erste Veröffentlichung in diesem Genre erschien 1990 auf Thomas Fehlmanns Label Teutonic Beats. Ein Jahr später gründete er zusammen mit Wolfgang Voigt die Label Trance Atlantic und Monochrome, auf der beide gemeinsam Musik veröffentlichten. Zusammen mit Ingmar Koch („Dr. Walker“) und Cem Oral („Jammin’ Unit“) von der Band Air Liquide gründete Burger 1992 auch das Label Blue.
Gemeinsam mit Wolfgang Voigt und dessen Bruder Reinhard Voigt sowie Jürgen Paape gründete Burger am 1. März 1993 unter dem Namen Delirium in Köln einen Plattenladen, der später in Kompakt umbenannt wurde und aus dem das gleichnamige Label Kompakt hervorging.
Nach einer kurzen Abkehr von elektronischer Tanzmusik Mitte der 1990er als The Bionaut, entwarf er 1997 sein Alter-Ego The Modernist, das ihn zurück in die Clubs brachte. Ebenfalls 1997 gründete Jörg Burger gemeinsam mit der Kompakt-Designerin Bianca Strauch in Köln die Grafikagentur Granit.
Nach Veröffentlichungen bei den Schallplattenlabels Eat Raw / Groove Attack, Harvest / EMI, Matador US & UK, The Popular Organization / Sony Music, veröffentlicht Burger seit 2004 hauptsächlich auf dem Label Kompakt als Triola, mit Wolfgang Voigt als Burger/Voigt und Mohn sowie solo unter seinem bürgerlichen Namen. Mit dem Düsseldorfer Musiker Stefan Schwander (Antonelli Electr.) veröffentlichte er 2001 unter dem Projektnamen Pop Up.
Aus der Zusammenarbeit mit der Musikerin Michaela Dippel und weiteren Musikern ging das Projekt Cologne Tape hervor, dessen Album Render im Jahr 2010 erschien.

## Diskografie (Auswahl)

### Alben
- 1992: The Bionaut – Everybody’s Kissing Everyone (Blue)
- 1993: The Bionaut – Frugivore (Eat Raw)
- 1993: Ethik – Music For Stock Exchange (Eat Raw)
- 1995: Burger Industries – Burger Industries (Structure)
- 1995: The Bionaut – Lush Life Electronica (Harvest Records)
- 1996: The Bionaut – Please Teenage! (Harvest Records)
- 1996: Burger / Ink – [Las Vegas] (Harvest Records)
- 1997: The Modernist – Opportunity Knox (Harvest Records)
- 1999: The Bionaut – Friends (Harvest Records)
- 1999: The Modernist – Explosion 1999 (Popular Tools)
- 2001: The Bionaut – Lubricate Your Living-Room (Matador Records)
- 2003: The Modernist – Kangmei (Wonder)
- 2004: Triola – Triola Im Fünftonraum (Kompakt)
- 2012: Mohn (mit Wolfgang Voigt) – Mohn (Kompakt)

### Singles und EPs
- 1989: Audio One – Journeys Into Rhythm EP (Room Service Records)
- 1991: Audio One – New Concepts In Audio EP (Room Service Records)
- 1991: B. Movement – Natural Elements (Trance Atlantic)
- 1991: Harlot – Sins Of The Fleshapoids (Monochrome)
- 1992: The Sculpture – The Monument (Structure)
- 1993: The Sculpture – Spartakus (Structure)
- 1993: Harlot – Social Engineering E.P. (Mono Tone)
- 1993: B. Movement – Flowmotion E.P. (Intense Recordings)
- 1993: Burger Industries – Burger Industries Volume 1 (Structure)
- 1993: Burger Industries – Burger Industries Volume 2 (Structure)
- 1994: Burger Industries – Burger Industries Vol. 3 (Virtual Elvis) (Eat Raw)
- 1994: Jörg Burger – 100% 303 Free (Dj.ungle Fever)
- 1993: The Bionaut – Everybody’s Kissing Everyone (The Remixes) (Intense Recordings)
- 1996: The Bionaut – re:[mixed company] (Harvest Records)
- 1996: Burger / Ink – [Las Vegas] Pt. 1 (Harvest Records)
- 1997: Burger / Ink – Bring Trance Back To Las Vegas (Harvest Records)
- 1997: Burger / Ink – [Las Vegas] Pt. 2 (Harvest Records)
- 1997: The Bionaut – Wild Horse Annie (Harvest Records)
- 1997: The Modernist – Dali Bop Horizon (Harvest Records)
- 1997: Trinkwasser – Cobra EP (Harvest Records)
- 1998: The Modernist – Orange Coloured Sky (Harvest Records)
- 1999: Trinkwasser – Extraleben (Popular Tools)
- 1999: The Modernist – Mrs. New Deal (Popular Tools)
- 1999: The Modernist – Explosion 1999 (Bonus Live 7") (Popular Tools)
- 1999: The Modernist – Architainment (Popular Tools)
- 1999: Stardiver / B. Movement – Lifetime Mission / M.D. Colors (Kreisel 99)
- 1999: Burger Industries / The Sculpture – Interstate 10 / Spartakus (Kreisel 99)
- 1999: Jörg Burger – Blue Belle / Sascha The Flower Thief (Kreisel 99)
- 2001: Malaria! vs. Wassermann & The Modernist – Kaltes Klares Wasser (Superstar Recordings)
- 2001: The Modernist / Bochum Welt – Eldar (Art Of Perception)
- 2002: The Modernist – Come Back (Wonder)
- 2003: The Modernist – Protest Songs (Wonder)
- 2003: Modernista '90 / D. Klein – Popular Internationalists Pt.2 (Popular Tools)
- 2004: Mike Ink / Burger Industries – Speicher 16 (Kompakt Extra)
- 2005: Michael Mayer / Reinhard Voigt / The Modernist – Speicher 28 (Kompakt Extra)
- 2005: Triola – Triola Im Dubraum (Teil 1) (Kompakt)
- 2005: Triola – Triola Im Dubraum (Teil 2) (Kompakt)
- 2007: Jörg Burger – Polyform 2 (K2)
- 2007: Jörg Burger – Polyform 2 (K2)
- 2007: Burger / Voigt – Bring Trance Back (Kompakt)
- 2008: Burger / Voigt – Roter Platz (Kompakt)
- 2009: Burger / Voigt – Wand Aus Klang Remixe (Kompakt)
- 2010: Cologne Tape – Render (Magazine)
- 2012: Mohn – Ebertplatz 2020 Remixe (Kompakt)

### Remixe
- 1992: Steve „Silk“ Hurley – Jack Your Body (Ambient Remix)
- 1992: N.R.G. – I Need Your Love (The Bionaut Mix)
- 1992: Air Liquide – Liquid Air (Bionaut Remix)
- 1994: White Jazz – Strange Fruit (New Transatlantic)
- 1995: Air Liquide – Imago II (Remixed By Burger Industries)
- 1996: Move D – Soap Bubbles (Bionaut Remix)
- 1998: Sun Electric – Tee (Modernist Mix)
- 1998: TakBam – Elektronische Tanzmuzik (The Modernist Remix)
- 1999: Trance Groove – Paris Radio (Autobianchi Mix By The Bionaut)
- 1999: Khan – Body Dump (Modernist Remix)
- 2001: Contriva – Mike (Maybe Next Time) (Autobianchi Mix)
- 2002: Quarks – Vergiss (The Modernist Remix)
- 2002: Deine Lakaien – Where You Are (Zoek Remix By The Modernist)
- 2002: Klee – Erinner Dich (The Modernist Remix)
- 2003: Reinhard Voigt – How We Rock (The Modernist Mix)
- 2003: Schiller – Liebe (Modernist Remix)
- 2003: Klee – Lichtstrahl (The Modernist Radio Edit Remix)
- 2003: Canvas – Naked (Modernist Remix)
- 2003: Turquoise – Dedication (The Modernist Radio Version)
- 2004: Telemen – Super String (The Modernist Remix)
- 2004: Justus Köhncke – Weiche Zäune (The Modernist Mix)
- 2005: Benjamin Diamond – Let’s Get High (Get Hi Mod Remix by The Modernist)
- 2005: Mikkel Metal – Untitled (The Modernist Rmx)
- 2007: Superpitcher – Mushroom Angels (Burger Mash Up)
- 2010: Nhar – Close Up (The Modernist Remix)